# Битва при Маранге
Би́тва при Маранге и Битва при Туммаре — решающие сражения между римскими войсками под командованием Флавия Клавдия Юлиана и войсками персов. Произошли с разницей в одни сутки — 25-го и 26 июня 363 года на берегу реки Тигр приблизительно в 50 км к югу от г. Самарра (соврем. Ирак). В ходе битвы у Туммара получил смертельное ранение и скончался римский император Флавий Клавдий Юлиан (Юлиан Отступник).

## Предыстория
В 363 году Юлиан предпринял поход в Персию. Поначалу он отличался поразительными успехами римлян (легионы дошли до столицы Персии Ктесифон), но Юлиан посчитал невозможным взять город и решил уходить из Персии. К тому же он сжёг флот, специально построенный для снабжения римских войск продовольствием. Отход римской армии оказался очень тяжёлым, так как местность была разорена персами, начался голод. Сам Юлиан пытался разделить со своими солдатами все тяготы. А персы преследовали противника.

## Ход битвы
Утром 25 июня 363 г. отступающие римские легионы, прошагав вдоль Тигра 9 миль, вышли на небольшую равнину близ селения Маранга (54 км юго-вост. соврем. г. Самарра в Ираке). Здесь Юлиана ожидала в развернутом строю персидская армия во главе с начальником конницы Мереной и двумя сыновьями Шапура II. Мерена выставил против римлян отряды катафрактов; подразделения пехоты, и разместил в резерве боевых слонов. Несмотря на «устрашающий вид» иранского войска, Юлиан был смел и спокоен. В ожидании удара катафрактов он построил боевую линию пехоты полукругом с заходящими флангами («меноид»). Благодаря его таланту и мужеству легионеров первая, самая страшная, атака была отбита. Легионеры не растерялись и вскоре сами перешли в наступление. В результате их атаки персидская фаланга была прорвана и началась рукопашная схватка, в которой римлянам не было равных. Ничем не помогли персам и боевые слоны; потери войск Мерены были значительны, а римлян относительно невелики.
Яркое описание битвы сохранилось в «Деяниях» Аммиана Марцеллина:
"Император, окруженный тесным строем вооруженных когорт и главных командиров, находился в самом бодром настроении. Превосходство сил неприятеля и опасность возбуждали его мужество и он строил навстречу врагу манипулы полукругом с заходящими флангами. Чтобы стрелки не могли разъединить отдельные части нашей боевой линии, он приказал наступать со всей возможной быстротой для скорейшего выхода из-под обстрела. Затем был дан обычный сигнал к битве, и в тесном строю римская пехота с величайшими усилиями пробила тесный фронт неприятеля. Бой разгорался. Звон щитов, зловещий лязг оружия, грозные крики людей, все смешалось в одно; кровь и кучи трупов покрыли поле брани. Персов падало больше, так как они не обладали должной выдержкой и с трудом выносили бой лицом к лицу: им было более привычно сражаться на расстоянии и, увидев, что дрогнул их строй, отступать с быстротой несущихся по небу туч, и удерживать врагов от преследования, направляя назад залпы стрел. Итак, с величайшим напряжением сил персы были отбиты, и солдаты, утомленные долгими часами боя под палящими лучами солнца, вернулись, когда был дан отбой, в палатки с гордой готовностью отважиться и на большее".
Впрочем, армия Ирана не была разгромлена, а потерпела лишь частное поражение. Мерена отвел войска на близлежащие холмы, оставив лазутчиков наблюдать за Юлианом. Он решил напасть на римлян, когда те будут передвигаться на марше в строю походных колонн.
Римские легионы после боя у Маранги прошли до селения Туммара на Тигре, и только здесь сделали привал. Утром следующего дня Юлиан приказал войскам покинуть палатки и продолжать марш. 26 июня римская армия продвигалась вдоль русла Тигра на север, представляя собою в плане огромный четырехугольник с большими промежутками между подразделениями. Опасаясь удара с холмов, Юлиан прикрыл фланги армии конными частями. Но в 11 часов утра 26 июня 400 катафрактов внезапно ворвались в арьергард отступавших легионов. Одновременно Мерена связал боем римскую конницу на правом фланге. Получив донесение об атаке, император Юлиан в сильной спешке схватил свой щит, и, оседлав коня, помчался к аръергарду. Но в это время персы обрушились и на передовые части армии. Пока Отступник разворачивался и наводил там порядок¸ соединение катафрактов ударило по левому флангу и прорвалось в центр римского построения. Одновременно персы стали стремительно окружать легионы. Юлиан с группой пехотинцев лично вступил в рукопашную схватку. В сумятице боя, в клубах песка и пыли, поднятых лошадьми, телохранители потеряли императора. В наступившей сумятице император получил удар копьем. Подоспевшие воины отнесли его с поля боя.
Во второй половине дня 26 июня наступил кризис сражения. Персы вели массированный обстрел с холмов, а затем, выпустив в атаку катафрактов и боевых слонов, нанесли ряд ударов по войскам Юлиана с разных направлений, причем тыловая и фронтовая атаки были отвлекающими. В результате флангового удара катафрактов, два конных легиона римлян оставили свою пехоту без прикрытия и бежали. В то же время, римскому авангарду удалось прорвался к крепости Карха (11 км севернее г. Самарра) и занять там оборону. Фактически, вся прилегающая к руслу Тигра местность на протяжении 60 км к северу от Маранги и Туммара превратилась в огромное поле боя, продолжавшегося до наступления темноты.
И римляне, и персы понесли очень тяжелые потери. В битве погибли персидские главнокомандующие Мерена и Ногодар, ряд полководцев и Сатрапов. Император Юлиан скончался ночью с 26 на 27 июня 363 г. от полученных ран.